# Еритріна
Запит «Коралове дерево» перенаправляється сюди; про вид птерокарпуса, який іноді називають кораловим деревом, див. Pterocarpus soyauxii .

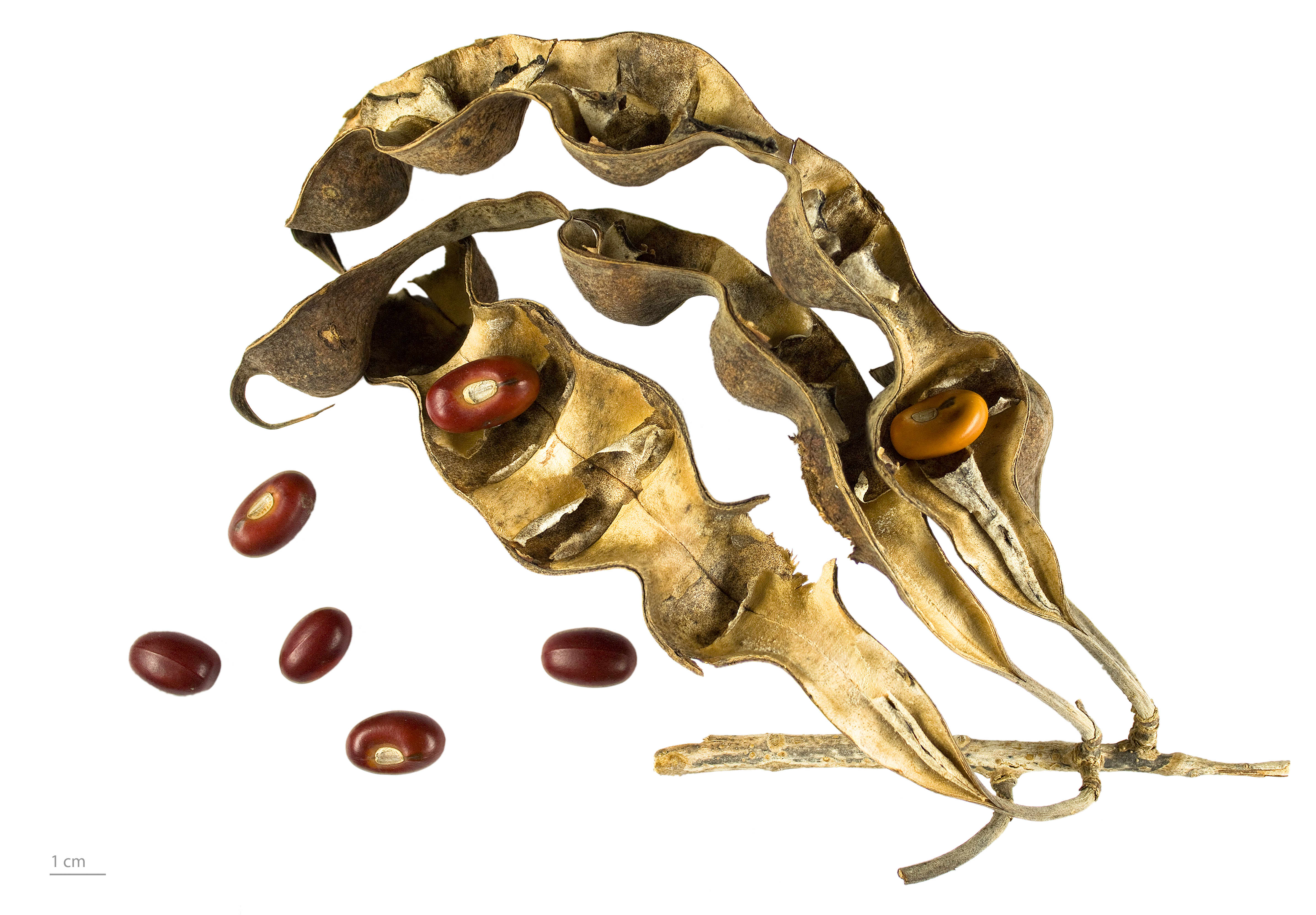
Плоди та насіння, Тулузький музеум

Ерітрінаабо Коралове дерево (Erythrina) — Рід квіткових рослин родини бобових.

## Опис та екологія
Еритрини — дерева, що досягають 30 м заввишки. У роді близько 130 видів, що виростають у тропічних та субтропічних регіонах по всьому світу. Родова назва вказує на червоний колір квіток деяких видів (грец. ερυθρóς — червоний). Не у всіх видів еритрін червоні квіти. У еритрини гавайської вони можуть бути оранжевого, жовтого, зеленого, лососевого та білого кольору. Насіння є боби, зібрані в стручки, що містять один або кілька насінь. Через те, що насіння може переноситися морем на великі відстані, його ще називають «морськими бобами». Листям еритрін харчуються личинки деяких лускокрилих, включаючи молей роду Endoclita та метеликів роду Hypercompe. Насінням живляться багато видів птахів, зокрема чорні дрозди.

## Використання та застосування
Деякі еритрини використовуються в тропіках та субтропіках, як вуличні та паркові дерева, особливо у посушливих регіонах. У таких країнах, як Венесуела, ці дерева використовуються для створення тіні для какао та кавових дерев. У Бенгалії еритрини використовуються для цих же цілей на плантаціях Schumannianthus dichotoma. Насіння деяких видів містить сильні алкалоїди і використовується аборигенами в лікувальних та інших цілях.

## Таксономія
Рід Еритріна включає 128 видів  :
- Erythrina abyssinica
- Erythrina acanthocarpa
- Erythrina addisoniae
- Erythrina amazonica
- Erythrina americana
- Erythrina ankaranensis
- Erythrina arborescens
- Erythrina atitlanensis
- Erythrina barqueroana
- Erythrina batolobium
- Erythrina baumii
- Erythrina berenices
- Erythrina berteroana
- Erythrina bidwillii
- Erythrina blakei
- Erythrina breviflora
- Erythrina brucei
- Erythrina buchii
- Erythrina burana
- Erythrina burttii
- Erythrina caffra
- Erythrina caribaea
- Erythrina castillejiflora
- Erythrina chiapasana
- Erythrina chiriquensis
- Erythrina cobanensis
- Erythrina cochleata
- Erythrina coddii
- Erythrina corallodendron
- Erythrina coralloides
- Erythrina costaricensis
- Erythrina crista-galli
- Erythrina cubensis
- Erythrina decora
- Erythrina dominguezii
- Erythrina droogmansiana
- Erythrina dyeri
- Erythrina edulis
- Erythrina eggersii
- Erythrina elenae
- Erythrina euodiphylla
- Erythrina excelsa
- Erythrina falcata
- Erythrina flabelliformis
- Erythrina florenciae
- Erythrina folkersii
- Erythrina fusca
- Erythrina gibbosa
- Erythrina globocalyx
- Erythrina goldmanii
- Erythrina greenwayi
- Erythrina grisebachii
- Erythrina guatemalensis
- Erythrina haerdii
- Erythrina hazomboay
- Erythrina hennessyae
- Erythrina herbacea
- Erythrina hondurensis
- Erythrina horrida
- Erythrina huehuetenangensis
- Erythrina humeana
- Erythrina insularis
- Erythrina johnsoniae
- Erythrina lanata
- Erythrina lanceolata
- Erythrina lanigera
- Erythrina latissima
- Erythrina leptopoda
- Erythrina leptorhiza
- Erythrina livingstoniana
- Erythrina lysistemon
- Erythrina macrophylla
- Erythrina madagascariensis
- Erythrina megistophylla
- Erythrina melanacantha
- Erythrina mendesii
- Erythrina merrilliana
- Erythrina mexicana
- Erythrina microcarpa
- Erythrina mildbraedii
- Erythrina mitis
- Erythrina montana
- Erythrina oaxacana
- Erythrina oliviae
- Erythrina orophila
- Erythrina pallida
- Erythrina perrieri
- Erythrina peruviana
- Erythrina poeppigiana
- Erythrina polychaeta
- Erythrina pudica
- Erythrina pygmaea
- Erythrina resupinata
- Erythrina rubrinervia
- Erythrina sacleuxii
- Erythrina salviiflora
- Erythrina sandwicensis
- Erythrina santamartensis
- Erythrina schimpfii
- Erythrina schliebenii
- Erythrina senegalensis
- Erythrina sigmoidea
- Erythrina similis
- Erythrina smithiana
- Erythrina sousae
- Erythrina speciosa
- Erythrina standleyana
- Erythrina steyermarkii
- Erythrina stricta
- Erythrina suberosa
- Erythrina subumbrans
- Erythrina sykesii
- Erythrina tahitensis
- Erythrina tajumulcensis
- Erythrina tholloniana
- Erythrina thyrsiflora
- Erythrina tuxtlana
- Erythrina ulei
- Erythrina variegata
- Erythrina velutina
- Erythrina verna
- Erythrina versicolor
- Erythrina vespertilio
- Erythrina vogelii
- Erythrina warneckei
- Erythrina williamsii
- Erythrina yunnanensis
- Erythrina zeyheri